# Balada Boa
«Balada (Tche tche tchê tcherere)», conocida simplemente como «Balada» y alternativamente como «Balada boa», es un sencillo sertanejo del cantante brasileño Gusttavo Lima, en su álbum de estudio Gusttavo Lima e você (2011). Escrito por Lima y Sampaio Cássio, fue lanzado el 21 de enero de 2011, en Brasil, a través del sello Som Livre. La canción se convirtió en un éxito en Brasil: alcanzó la tercera posición en el Billboard Hot 100 de Brasil.
La fama internacional le llegó cuando la popular canción fue lanzado mundialmente el 13 de abril de 2012, a través de la discográfica Universal Music. «Balada» se convirtió en un éxito en la mayor parte de Europa, al igual que la canción de Michel Teló, «Ai se eu te pego», convirtiéndose en un gran éxito en los Países Bajos (trece semanas en el número uno en el Top 40 neerlandés, un nuevo récord), y convertirse en un número uno en Flandes, Francia, Italia, Luxemburgo, Polonia y Suiza.

## Versiones

### Dyland & Lenny
Tras el enorme éxito de «Balada» en el inicio de abril de 2012, y alcanzar el número uno en las listas del SNEP en junio de 2012, y solo después de que comenzó a descender desde su posición superior en Francia, una versión portugués-española fue lanzada en Francia y Estados Unidos, con la colaboración del dúo portorriqueño Dyland & Lenny.

### Diego Herrera
El cantautor mexicano Diego Herrera lanzó en el 2012 una versión en español titulada «Dulce balada».

## Formato
Descarga Digital
- 1. «Balada (tchê tcherere tchê tchê)» – 3:46